# رابرت دی. والتر
رابرت دی. والتر، (به انگلیسی: Robert D. Walter) (زاده ۱۹۴۶) کارآفرین، سرمایه‌گذار و مدیر ارشد اجرایی آمریکایی است، که در سال ۱۹۷۱ شرکت کاردینال هلت را تأسیس نمود. وی هم‌اکنون از اعضای هیئت مدیره شرکت‌های آمریکن اکسپرس، یام! برندز، نورداستروم و سی‌بی‌اس می‌باشد.